# Sorbon
Sorbon település Franciaországban, Ardennes megyében. Lakosainak száma 222 fő (2022. január 1.). Sorbon Arnicourt, Barby, Bertoncourt, Novion-Porcien, Novy-Chevrières, Rethel és Sery községekkel határos.

## Népesség
A település népessége az elmúlt években az alábbi módon változott:
| Lakosok száma | 210  | 216  | 224  | 209  | 201  | 195  | 196  | 205  | 211  | 222  |
|               | 1968 | 1982 | 1990 | 2006 | 2013 | 2015 | 2017 | 2019 | 2020 | 2022 |